# Vládci loutek
Vládci Loutek je sci-fi román z roku 1951 Roberta A. Heinleina, ve kterém američtí tajní agenti bojují s parazitickými vetřelci z vesmíru. Román původně vycházel na pokračování v časopise Galaxy Science Fiction. Tematicky kniha evokuje pocit paranoii, později zachycený ve filmu Invaze zlodějů těl z roku 1956, který má podobnou premisu.
Heinleinův román také opakovaně zdůrazňuje analogii mezi mysl ovládajícími vetřelci a komunistickými Rusy, odráží tak v té době převládající „rudý děs“.

## Úvod do děje
Tento román je jediným Heinleinovým průnikem do subžánru „invaze mimozemšťanů“. Jeho přístup k příběhu je jiný než u většiny předchozích příběhů o invazích. Nenahlíží na příběh z pohledu „bezbranného lidstva“ typického pro příběhy následující po Válce světů a také nepoužívá tradiční hororové prvky. Vetřelci jsou dostatečně děsiví, zápletka se soustřeďuje hlavně na provedení invaze, kterou vetřelci připravují a svobodní lidé se proti ní pokouší bránit. Příběh je zasazen do raného 21. století (první scéna se odehrává 12. června 2007) po jaderné válce mezi Sovětským svazem a Západem, která obě strany vyčerpala, ale nezlomila. Po horké válce se zase vrátili ke studené válce. Společenské zvyky se změnily (jsou více liberální), což je pro Heinleina typické. Létající auta a paprskomety jsou běžné. Existují vesmírné stanice a byla založena kolonie na Venuši. Vesmírná technologie je mnohem pokročilejší než na začátku skutečného 21. století. Například v poslední scéně je vesmírná válečná loď poslána na dvanáctiletou cestu na Titan nejenom s podporou života pro velkou posádku, ale také s výzbrojí dostatečnou k napadení celé planety. Nicméně Heinlein nemyslel na satelitní komunikaci a televizní vysílání je stále omezené stejně jako v době vzniku knihy.
Toto hraje důležitou roli. Velká země jako USA je rozdělena na mnoho "bloků", které získávají televizní signál od sousedních bloků a pak jej posílají dál. Když vetřelci ovládnou jeden z těchto bloků, ovládnou v něm všechnu komunikaci a izolují ho od okolního světa.

## Postavy
Sam: Narozen jako Elihu Nivens, je klasickým příkladem Heinleinova hrdiny - velmi talentovaný, nezávislý, loajální ke svým přátelům a nesmiřitelný sok svých nepřátel. Je mu přes třicet, ale svůj vzhled změnil tolikrát, že i on sám pochybuje, jaká byla jeho původní podoba.
Mary: Narozena jako Allucquere v náboženské komunitě na Venuši, je tradiční Heinleinova hrdinka. Je vysoká rusovláska, otrlá a brilantní. Její profesionální zevnějšek skrývá hluboké psychické jizvy ze setkání s vetřelci v dětství. Jen Stařec zná pravdu, díky hluboké hypnotické analýze, kterou musí podstoupit všichni agenti.
Stařec: Narozen jako Andrew Nivens je hlava tajné vládní agentury, ale přeje si, aby nikdy nemusela existovat. Svou práci dělá zdráhavě, protože by ji nikdo jiný nedělal pořádně. Reprezentuje třetí z Heinleinových oblíbených typů postavy "moudrého a mrzutého starce".

## Česká vydání
Román Vládci loutek byl v ČR poprvé vydán v roce 1992 nakladatelstvím AG Kult. Totéž nakladatelství jej vydalo znovu v roce 2000. V roce 2011 román vydalo nakladatelství Banshies.

## Filmová a televizní zpracování
The Brain Eaters, film z roku 1958, je v mnohém podobný Vládcům Loutek. Heinlein producenty filmu zažaloval za plagiátorství.
Téma románu se odráží v epizodě „Operace: Vyhlazení“ seriálu Star Trek z roku 1967 a podobně v epizodách „Plnoletost“ a „Spiknutí“ seriálu Star Trek: Nová Generace, kde mlžům podobní vetřelci ovládají těla vysoce postavených důstojníků hvězdné flotily.
Román byl zfilmován v roce 1994 v hlavní roli s Donaldem Sutherlandem. Přestože se film držel knihy docela věrně, nebyl úspěšný ani u kritiků ani u diváků.
Podobnou zápletku má i film Roberta Rodrigueze "Fakulta", kde je vetřelci ovládnuta škola.